# Gentianella vargasii
Gentianella vargasii är en gentianaväxtart som beskrevs av Fabris. Gentianella vargasii ingår i släktet gentianellor, och familjen gentianaväxter. Inga underarter finns listade i Catalogue of Life.